# Jenning de Boo
Jenning de Boo (Groninga, 22 de enero de 2004) es un deportista neerlandés que compite en patinaje de velocidad sobre hielo.
Ganó cuatro medallas en el Campeonato Mundial de Patinaje de Velocidad sobre Hielo en Distancia Individual, en los años 2024 y 2025, y una medalla de plata en el Campeonato Mundial de Patinaje de Velocidad sobre Hielo en Distancia Corta de 2024.
Además, obtuvo tres medallas en el Campeonato Europeo de Patinaje de Velocidad sobre Hielo en Distancia Individual de 2024 y una medalla de oro en el Campeonato Europeo de Patinaje de Velocidad sobre Hielo en Distancia Corta de 2025.

## Palmarés internacional
| Campeonato Mundial en Distancia Individual | Campeonato Mundial en Distancia Individual | Campeonato Mundial en Distancia Individual | Campeonato Mundial en Distancia Individual |
| Año                                        | Lugar                                      | Medalla                                    | Prueba                                     |
| ------------------------------------------ | ------------------------------------------ | ------------------------------------------ | ------------------------------------------ |
| 2024                                       | Calgary (Canadá)                           | Medalla de plata                           | Velocidad por equipos                      |
| 2025                                       | Hamar (Noruega)                            | Medalla de oro                             | 500 m                                      |
| 2025                                       | Hamar (Noruega)                            | Medalla de plata                           | 1000 m                                     |
| 2025                                       | Hamar (Noruega)                            | Medalla de plata                           | Velocidad por equipos                      |
| Campeonato Mundial en Distancia Corta      |                                            |                                            |                                            |
| Año                                        | Lugar                                      | Medalla                                    | Prueba                                     |
| 2024                                       | Inzell (Alemania)                          | Medalla de plata                           | Clasificación general                      |
| Campeonato Europeo en Distancia Individual |                                            |                                            |                                            |
| Año                                        | Lugar                                      | Medalla                                    | Prueba                                     |
| 2024                                       | Heerenveen (Países Bajos)                  | Medalla de oro                             | 500 m                                      |
| 2024                                       | Heerenveen (Países Bajos)                  | Medalla de plata                           | 1000 m                                     |
| 2024                                       | Heerenveen (Países Bajos)                  | Medalla de bronce                          | Velocidad por equipos                      |
| Campeonato Europeo en Distancia Corta      |                                            |                                            |                                            |
| Año                                        | Lugar                                      | Medalla                                    | Prueba                                     |
| 2025                                       | Heerenveen (Países Bajos)                  | Medalla de oro                             | Clasificación general                      |